# Crispatotrochus gregarius
Crispatotrochus gregarius is een rifkoralensoort uit de familie van de Caryophylliidae. De wetenschappelijke naam van de soort is voor het eerst geldig gepubliceerd in 2004 door Cairns.